# Kızılcık Şerbeti
Kızılcık Şerbeti (dt. Cranberry Sherbet) ist eine türkische Fernsehserie, die von Gold Film produziert wurde.

## Besetzung und Charaktere
| Schauspieler            | Charakter       | Folge | Erläuterungen |
| ----------------------- | --------------- | ----- | --- |
| Barış Kılıç             | Ömer Ünal       | 1-    | Bruder von Abdullah, Zwillingsbruder von Bekir und Onkel von Mustafa, Nursema und Fatih. Eigentlich ist er auch der Onkel von Metehan, aber Metehan betrachtet ihn als seinen Vater. |
| Evrim Alasya            | Kıvılcım Arslan | 1-    | Tochter von Sönmez, ehemalige Ehefrau von Kayhan, Mutter von Doğa und Çimen, Gegenschwiegermutter von Pembe und Abdullah.                                                            |
| Sıla Türkoğlu           | Doğa Korkmaz    | 1-    | Sönmez' Enkelin, Ehefrau von Fatih, ältere Schwester von Çimen, Tochter von Kıvılcım und Kayhan, Nichte von Alev und Schwiegertochter von Abdullah und Pembe.                        |
| Settar Tanrıöğen        | Abdullah Ünal   | 1-    | Ehemann von Pembe, Vater von Mustafa, Nursema und Fatih, Schwiegervater von Doğa und Nilay, und Gegenschwiegervater von Kıvılcım                                                     |
| Doğukan Güngör          | Fatih Ünal      | 1-    | Sohn von Abdullah und Pembe, Ehemann von Doğa, Neffe von Ömer, Schwiegersohn von Kıvılcım und Kayhan und Bruder von Mustafa und Nursema.                                             |
| Ceren Yalazoğlu Karakoç | Nursema Ünal    | 1-    | Tochter von Abdullah und Pembe, Nichte von Ömer, Schwester von Mustafa und die ältere Schwester von Fatih.                                                                           |
| Feray Darıcı            | Fatma           | 1-    | Nachbarin der Familie Arslan und Cousine von Can. |
| Aliye Uzunatağan        | Sönmez Arslan   | 1-    | Mutter von Kıvılcım und Alev, Großmutter von Doğa und Çimen. |
| Feyza Civelek           | Nilay Ünal      | 1-    | Ehefrau von Mustafa, Schwägerin von Fatih und Nursema und Schwiegertochter von Abdullah und Pembe.                                                                                   |
| Emrah Altıntoprak       | Mustafa Ünal    | 1-    | Sohn von Abdullah und Pembe, Ehemann von Nilay, Neffe von Ömer und der ältere Bruder von Nursema und Fatih.                                                                          |
| Selin Türkmen           | Çimen Arslan    | 1-    | Tochter von Kıvılcım und Kayhan, Schwester von Doğa, Enkelin von Sönmez. |
| Rahimcan Kapkap         | Metehan Ünal    | 1-    | Sohn von Leman, leiblicher Sohn von Bekir und rechtlicher Sohn von Ömer, Neffe von Abdullah und Cousin von Mustafa, Nursema und Fatih.                                               |
| Serkan Tınmaz           | Umut            | 1-    | Arbeitskollege von Alev. |
| Özlem Çakar             | Sevilay         | 1-    | Dienstmädchen der Familie Arslan. |
| Soydan Soydaş           | Kayhan Korkmaz  | 3-    | Ehemaliger Ehemann von Kıvılcım, Vater von Doğa und Çimen und ehemaliger Verlobte von Ecem.                                                                                          |
| Murat Tavlı             | İhsan           | 3-    | Bruder von Nilay |
| Sevim Erdoğan           | Leman           | 10-   | Ehemalige Ehefrau von Bekir, Mutter von Metehan. |
| Yiğit Dikmen            | Serdar          | 24-   | Besitzer des Autohauses. |

### Ehemalige Charaktere
| Schauspieler        | Charakter   | Folgen   | Erläuterung                                                                                         |
| ------------------- | ----------- | -------- | --------------------------------------------------------------------------------------------------- |
| Alara Bozbey        | Ecem        | 3-14, 24 | Ehemalige Verlobte von Kayhan                                                                       |
| Tuana Gizem Uzunlar | Yeliz       | 1-11, 24 | Freundin von Doğa                                                                                   |
| Oral Özer           | Can         | 1-19     | Cousin von Fatma, Freund von Ömer                                                                   |
| Aslı Öbekçi         | Buket       | 19-20    | Freundin von Alev und Umut                                                                          |
| Müjde Uzman         | Alev Arslan | 2-67     | Tochter von Sönmez, Schwester von Kıvılcım und Tante von Doğa und Çimen.                            |
| Sibel Taşçıoğlu     | Pembe Ünal  | 1-96     | Ehefrau von Abdullah, Mutter von Mustafa, Nursema und Fatih und Schwiegermutter von Doğa und Nilay. |

## Veröffentlichung
Die erste Folge wurde am 28. Oktober 2022 auf dem türkischen Fernsehsender Show TV ausgestrahlt und wurde von Hakan Kırvavaç inszeniert. Das Drehbuch stammt von Melis Civelek. Die Hauptrollen werden von Barış Kılıç, Evrim Alasya, Sıla Türkoğlu, Sibel Taşçıoğlu, Müjde Uzman, Doğukan Güngör und Settar Tanrıöğen gespielt. Die Ausstrahlung wurde im April 2023 aufgrund eines Verbots seitens der türkischen Behörden gestoppt. Im Mai 2023 wurde die Serie fortgesetzt.